# Pseudopentagramma petrovi
Pseudopentagramma petrovi är en plattmaskart. Pseudopentagramma petrovi ingår i släktet Pseudopentagramma och familjen Fellodistomatidae. Inga underarter finns listade i Catalogue of Life.